# Ε-Caprolacton
ε-Caprolacton, auch ε-Lacton oder Caprolacton ist eine chemische Verbindung aus der Stoffgruppe der cyclischen Carbonsäureester, die als Lactone bezeichnet werden. Caprolacton hat einen siebengliedrigen Ring mit sechs C-Atomen, wie die dem Caprolacton zu Grunde liegende Hexansäure, die auch Capronsäure genannt wird.

## Herstellung
Es sind viele Möglichkeiten zur Synthese von Caprolacton bekannt, die sich in zwei Gruppen aufteilen lassen. Zum einen ist die Herstellung ausgehend von offenkettigen Verbindungen, wie z. B. Derivaten des Hexans möglich, zum anderen die oxidative Ringerweiterung von cyclischen Ketonen. Als offenkettige Ausgangsverbindungen können beispielsweise 6-Hydroxyhexansäure, 1,6-Hexandiol oder Adipinsäure dienen. Ausgehend von cyclischen Verbindungen kann Caprolacton durch eine Baeyer-Villiger-Oxidation von Cyclohexanon mit Persäuren, wie Peressigsäure, Perbenzoesäure oder m-Chlorperbenzoesäure hergestellt werden. Die Oxidation kann jedoch auch mittels Katalysatoren durch Sauerstoff bewerkstelligt werden.

## Eigenschaften
Caprolacton ist eine farblose Flüssigkeit, die bei −1,5 °C erstarrt und bei 235 °C siedet. Sie besitzt bei 20 °C eine dynamische Viskosität von 6,67 mPa‣s. Ihr Flammpunkt beträgt 127 °C, ihre Zündtemperatur 204 °C. Im Bereich von 1,2 bis 9 Volumenprozent bildet sie mit Luft explosive Gemische. Bei Temperaturen über 220 °C beginnt sie sich zu zersetzen.

## Verwendung
Caprolacton dient als Grundstoff zur Herstellung von Polycaprolacton, einem Kunststoff aus der Gruppe der Thermoplasten.

Herstellung von Polyestern aus ε-Caprolacton